# Lasse & Morgan i Sopköping
Lasse & Morgan i Sopköping är ett datorspel från Håll Sverige Rent från 1998 för Windows och Mac. Spelet är producerat av Decam AB och distribuerat av Norstedts Multimedia med licens från Sveriges Television och tillverkat i Macromedia. I spelet medverkar Lasse Beischer och Morgan Alling som sig själva.

## Spelet
I spelet hjälper man Lasse Beischer och Morgan Alling att förbättra miljön i den fiktiva staden Sopköping, i spelet får man lära sig hur man hjälper miljön till det bättre genom ett antal spel. Spelen heter Sortera mera, Varuvagnsrally, Turbokompost, Näringskedjepusslet, Droppen i röret, Energitjuvar och Batterijakten. I varje spel finns ett uppdrag, en värderingsövning och en beskrivning om ämnet som spelet hamnar om. I spelet finns också en topplista över de bästa poängen för varje spel.